# シャーガー
シャーガー（欧字名:Shergar、1978年 - 不明）は、アイルランド生まれの競走馬、種牡馬。
エプソムダービーを史上最大の着差となる10馬身で圧勝。インターナショナルクラシフィケーション140ポンド。種牡馬となったのち1983年に誘拐され行方不明となった。
この馬を描いた同名の映画『Shergar』がある。所有馬の競走馬名の由来が分からないことで知られるアーガー・ハーン4世の持ち馬で、この馬の場合も競走馬名の由来は不明である。

## 生涯

### 競走生活

#### 2歳時（1980年）
シャーガーは1978年にアーガー・ハーン4世が所有する牧場で生まれた。2歳になるとイギリスの調教師マイケル・スタウトのもとへ預けられ調教を受けた。1980年9月にニューベリー競馬場で行われたクリスプレートに出走。デビュー戦を勝利で飾った。翌10月にG1フューチュリティステークスに出走。ベルデイルフラッターから2馬身半差の2着に敗れた。2戦1勝でシーズンを終えたシャーガーに対する評価はヨーロッパ全体の競走馬を対象とした2歳フリーハンデで31位、ブックメーカーが年末に作成したダービーステークスの単勝オッズが34倍とさほど高いものではなかった。

#### 3歳時（1981年）
1981年、陣営は2000ギニーには出走せず目標をダービーステークス一本に絞った。4月のクラシックトライアルで10馬身、5月のチェスターヴァーズで12馬身差の着差をつけて優勝し、単勝オッズ1番人気（1.9倍）で6月3日のダービーステークスに出走した。シャーガーは好位からレースを進め直線入り口で先頭に立つと、そのまま優勝。2着馬につけた着差は、公式の記録に残されるようになって以来ダービーステークス史上最大となる10馬身であった。騎乗していたウォルター・スウィンバーンはレース後「あんな大差が付いてるとはちっとも気づかなかったよ。」というコメントを残している。6月27日にはアイリッシュダービーを勝ち、イギリス・アイルランド両国のダービーを勝った史上7頭目の競走馬となった。翌7月25日にはキングジョージ6世&クイーンエリザベスステークスを優勝した。
キングジョージ6世&クイーンエリザベスステークス優勝後、陣営はセントレジャーステークス出走を表明した。この当時ダービーステークス優勝馬がセントレジャーに出走することはめずらしくなっており、この発表は競馬関係者を驚かせた。陣営は凱旋門賞のステップレースとしてセントレジャーステークスを選んだのだと説明した。シャーガーは単勝1.4倍の1番人気に支持されたがレース終盤に伸びを欠き、4着に敗れた。レース後陣営は凱旋門賞出走を取り消しシャーガーを引退させると発表した。シャーガーはこの年のイギリス年度代表馬に選出された。

### 引退後

#### 種牡馬となりバリメニー牧場で繋養される
競走馬を引退したシャーガーはアーガー・ハーン4世がアイルランドで経営するバリメニー牧場で種牡馬となった。キングジョージ6世&クイーンエリザベスダイヤモンドステークス出走前にすでに総額1000万アイルランド・ポンド（約43億円、1株25万アイルランド・ポンド×40株）のシンジケートが組まれていた。
1982年の春には44頭の牝馬と交配され、翌年28頭の仔馬が生まれている。初年度の産駒は28頭で、そのうちの一頭アウザールはアイリッシュセントレジャーで優勝、シャーガー産駒の代表格となった。このほかには、1000ギニー2着・オークス3着の成績を残した牝馬メイスーンらを出している。産駒の総収得賞金は28万4426ポンドであった。

#### 誘拐事件
1983年の繁殖シーズンが始まる直前の2月8日夜9時ごろ、覆面をつけた男6人がバリーメニー牧場に侵入し、牧場長を銃で脅してシャーガーを誘拐する事件が起こった。その翌日、犯人グループから200万ポンド（約7億円超）の身代金を要求する電話があり、シンジケート側がこれを拒否すると、以後の連絡は途絶え、シャーガーの行方は完全に不明になった。アーガー・ハーン4世に恨みを持つ者の犯行説や、アメリカに連れ去られたなどさまざまな説が流れたが、結局真相は解明されなかった。1984年1月、アイルランドの警察は事件はアイルランド共和軍 (IRA) によるもので、シャーガーは誘拐後間もなく殺害された模様との見解を発表した。なお1983年11月、イギリスの保険会社はシャーガーのシンジケート株の所有者に対し総額700万ポンドの保険金を支払っている。
産駒のなかではアウザールが最も活躍したが、種牡馬入り後すぐに日本に輸出されてしまったため、父系は途絶えた。ただし現在でもイラン・イスラム共和国で存続している可能性がある。
1999年、グッドウッド競馬場にてシャーガーの名を冠した騎手招待競走のシャーガーカップが創設された。現在は8月のアスコット競馬場において開催され、ヨーロッパおよび世界各地から有名騎手が招待される大イベントとして認知されるに至っている。

#### エイプリルフール
シャーガー消失から8年後の1991年、イギリス新聞ザ・サンの1面に「シャーガーは生きていた。去勢されているが元気であり、7月のキングジョージ6世&クイーンエリザベスダイヤモンドステークスに出走予定」との記事が掲載された。結局これはエイプリルフールのジョークだったが、このネタは以後エイプリルフールの定番ネタとなり、毎年その時期になると英国各地でシャーガーが発見されるようになった。
さらに、シャーガーの死亡証言や遺体と思しきものも頻繁に見つけられている。1992年、サンデータイム紙は別件で逮捕されたIRA暫定派のメンバーからの証言として、IRA暫定派が資金確保のため誘拐し、シャーガーが暴れたためすぐ射殺されたとの証言が得られたと報じている。また1996年には同じくサンデータイムから、北アイルランドのダンゴール州でシャーガーの遺体らしき骨が発見されたという報道があった（のちにエイプリルフールのジョークと判明する）。2000年にはバリーメニー牧場から160キロメートル離れた山中で、2つの弾痕がある馬の頭部が袋に入れられた状態で発見され、シャーガーのものではないかと騒ぎになった。獣医師によりシャーガーから採取されていた2本の毛髪、およびシャーガー産駒とのDNA鑑定が進められたが、そのDNAは一致せず、さらに2歳ごろの仔馬の骨であることが判明し、これもまたシャーガーとは無関係であったことがわかった。

#### 映画化
シャーガーの誘拐事件をもとにした映画も存在する。1999年にアメリカのハリウッドで作られた映画『シャーガー（Shergar、デニス・ルイストン監督作品）』がそれであり、シャーガーが同馬を大切にしていた一人の少年によって助け出される流れの話となっている。

## 競走成績
| 出走日     | 競走名               | 格 | 着順 | 距離     | タイム  | 着差    | 騎手             | 1着（2着）馬     |
| ---------- | -------------------- | -- | ---- | -------- | ------- | ------- | ---------------- | ---------------- |
| 1980. 9.19 | クリスプレート       |    | 1着  | T8F      | 1.39.7  | 2 1/2身 | L.ピゴット       | (Chief Sparkler) |
| 10.25      | フューチュリティS    | G1 | 2着  | T8F      |         | 2 1/2身 | L.ピゴット       | Beldale Flutter  |
| 1981. 4.25 | クラシックトライアル | G3 | 1着  | T10F     | 2.09.35 | 10身    | W.スウィンバーン | (Kirtling)       |
| 5. 5       | チェスターヴァーズ   | G3 | 1着  | T12F65Y  | 2.40.47 | 12身    | W.スウィンバーン | (Sunley Builds)  |
| 6. 3       | ダービーS            | G1 | 1着  | T12F     | 2.44.21 | 10身    | W.スウィンバーン | (Glint of Gold)  |
| 6.27       | 愛ダービー           | G1 | 1着  | T12F     | 2.32.7  | 4身     | L.ピゴット       | (Cut Above)      |
| 7.25       | キングジョージVI&QES | G1 | 1着  | T12F     | 2.35.40 | 4身     | W.スウィンバーン | (Madam Gay)      |
| 9.12       | セントレジャーS      | G1 | 4着  | T14F127Y |         | 11身    | W.スウィンバーン | Cut Above        |

## 血統
ファミリーラインを溯ると、7代母にアーガー・ハーン4世の祖父アーガー・ハーン3世の所有馬ムムタズマハルがいる。

### 血統表
| シャーガーの血統（フェアウェイ系 / Nearco4×5=9.4%、Fairway-Pharos3×5=15.6%） | シャーガーの血統（フェアウェイ系 / Nearco4×5=9.4%、Fairway-Pharos3×5=15.6%） | シャーガーの血統（フェアウェイ系 / Nearco4×5=9.4%、Fairway-Pharos3×5=15.6%） | （血統表の出典）   | （血統表の出典） |
| 父 Great Nephew 1963 鹿毛                                                    | 父の父Honeyway 1941 黒鹿毛                                                   | Fairway                                                                      | Phalaris           | Phalaris         |
| 父 Great Nephew 1963 鹿毛                                                    | 父の父Honeyway 1941 黒鹿毛                                                   | Fairway                                                                      | Scapa Flow         |                  |
| 父 Great Nephew 1963 鹿毛                                                    | 父の父Honeyway 1941 黒鹿毛                                                   | Honey Buzzard                                                                | Papyrus            | Papyrus          |
| 父 Great Nephew 1963 鹿毛                                                    | 父の父Honeyway 1941 黒鹿毛                                                   | Honey Buzzard                                                                | Lady Peregrine     |                  |
| 父 Great Nephew 1963 鹿毛                                                    | 父の母Sybil's Niece 1951 栗毛                                                | Admiral's Walk                                                               | Hyperion           | Hyperion         |
| 父 Great Nephew 1963 鹿毛                                                    | 父の母Sybil's Niece 1951 栗毛                                                | Admiral's Walk                                                               | Tabaris            |                  |
| 父 Great Nephew 1963 鹿毛                                                    | 父の母Sybil's Niece 1951 栗毛                                                | Sybil's Sister                                                               | Nearco             | Nearco           |
| 父 Great Nephew 1963 鹿毛                                                    | 父の母Sybil's Niece 1951 栗毛                                                | Sybil's Sister                                                               | Sister Sarah       |                  |
| 母 Sharmeen 1972 鹿毛                                                        | 母の父Val de Loir 1959 鹿毛                                                  | Vieux Manoir                                                                 | Brantome           | Brantome         |
| 母 Sharmeen 1972 鹿毛                                                        | 母の父Val de Loir 1959 鹿毛                                                  | Vieux Manoir                                                                 | Vielle Maison      |                  |
| 母 Sharmeen 1972 鹿毛                                                        | 母の父Val de Loir 1959 鹿毛                                                  | Vali                                                                         | Sunny Boy          | Sunny Boy        |
| 母 Sharmeen 1972 鹿毛                                                        | 母の父Val de Loir 1959 鹿毛                                                  | Vali                                                                         | Her Slipper        |                  |
| 母 Sharmeen 1972 鹿毛                                                        | 母の母Nasreen 1964 鹿毛                                                      | Charlottesville                                                              | Prince Chevalier   | Prince Chevalier |
| 母 Sharmeen 1972 鹿毛                                                        | 母の母Nasreen 1964 鹿毛                                                      | Charlottesville                                                              | Noorani            |                  |
| 母 Sharmeen 1972 鹿毛                                                        | 母の母Nasreen 1964 鹿毛                                                      | Ginetta                                                                      | Tulyar             | Tulyar           |
| 母 Sharmeen 1972 鹿毛                                                        | 母の母Nasreen 1964 鹿毛                                                      | Ginetta                                                                      | Diableretta F-No.9 |                  |

### 近親馬
- 半弟 - シェルナザール